# 30 Pułk Artylerii Mieszanej
30 Pomorski Pułk Artylerii Mieszanej (30 pam) – oddział artylerii Wojska Polskiego.
Pułk został sformowany w 1994 roku na bazie 37 pułku artylerii i 107 dywizjonu artylerii przeciwpancernej. Wchodził w skład 2 Pomorskiej Dywizji Zmechanizowanej. Stacjonował w garnizonie Stargard Szczeciński.
1 lutego 1996 roku Prezydent RP Aleksander Kwaśniewski nadał 30 Pomorskiemu pułkowi artylerii mieszanej sztandar ufundowany przez Społeczny Komitet Fundatorów Sztandaru.

## Struktura organizacyjna
dowództwo, sztab
- bateria dowodzenia
- dywizjon haubic 122 mm
- dywizjon haubic 152 mm
- dywizjon artylerii rakietowej
- trzy dywizjony artylerii przeciwpancernej (skadrowane)
- kompanie: zaopatrzenia, remontowa, medyczna

## Przekształcenia
36 pułk artylerii lekkiej (do 1977) → 105 Pomorski dywizjon artylerii haubic (do 1968) → 36 Pomorski pułk artylerii (do 1990) → 37 Łużycki pułk artylerii (1990-91)
→ 37 pułk artylerii (1991-96) → 30 Pomorski pułk artylerii mieszanej